# 5543 Sharaf
5543 Sharaf eller 1978 TW2 är en asteroid i huvudbältet som upptäcktes den 3 oktober 1978 av den rysk-sovjetiske astronomen Nikolaj Tjernych vid Krims astrofysiska observatorium på Krim. Den har fått sitt namn efter Shafika G. Sharaf.
Asteroiden har en diameter på ungefär 4 kilometer.